# Campeonato Mundial de Halterofilismo de 2013 - Até 94 kg masculino
A categoria até 94 kg masculino foi um evento do Campeonato Mundial de Halterofilismo de 2013, disputado no Salão do Centenário, em Breslávia, na Polónia, no dia 26 de outubro de 2013. 

## Calendário
Horário local (UTC+2)
| Dia           | Horário | Fase    |
| ------------- | ------- | ------- |
| 26 de outubro | 12:00   | Grupo B |
| 26 de outubro | 16:55   | Grupo A |

## Medalhistas
| Evento    | Ouro                   | Ouro   | Prata               | Prata  | Bronze                 | Bronze |
| --------- | ---------------------- | ------ | ------------------- | ------ | ---------------------- | ------ |
| Arranque  | Aleksandr Ivanov (RUS) | 180 kg | Almas Uteshov (KAZ) | 175 kg | Ragab Abdelhay (EGY)   | 173 kg |
| Arremesso | Aleksandr Ivanov (RUS) | 222 kg | Almas Uteshov (KAZ) | 222 kg | Vadzim Straltsou (BLR) | 215 kg |
| Total     | Aleksandr Ivanov (RUS) | 402 kg | Almas Uteshov (KAZ) | 397 kg | Ramazan Rasulov (RUS)  | 385 kg |

## Recordes
Antes desta competição, o recorde mundial da prova era o seguinte:
| Recorde         | Tipo      | Atleta                    | Peso   | Local  | Data                   |
| Recorde Mundial | Arranque  | Akakios Kakiasvilis (GRC) | 188 kg | Atenas | 27 de novembro de 1999 |
| Recorde Mundial | Arremesso | Szymon Kołecki (POL)      | 232 kg | Sófia  | 29 de abril de 2000    |
| Recorde Mundial | Total     | Akakios Kakiasvilis (GRC) | 412 kg | Atenas | 27 de novembro de 1999 |

## Resultado
Os resultados foram os seguintes. 
| Pos.              | Atleta                     | Grupo | Peso  | Arranque (kg) | Arranque (kg) | Arranque (kg) | Arranque (kg)     | Arremesso (kg) | Arremesso (kg) | Arremesso (kg) | Arremesso (kg)    | Total |
| Pos.              | Atleta                     | Grupo | Peso  | 1             | 2             | 3             | Resultado         | 1              | 2              | 3              | Resultado         | Total |
| ----------------- | -------------------------- | ----- | ----- | ------------- | ------------- | ------------- | ----------------- | -------------- | -------------- | -------------- | ----------------- | ----- |
| Medalha de ouro   | Aleksandr Ivanov (RUS)     | A     | 93.26 | 180           | 180           | 184           | Medalha de ouro   | 215            | 220            | 222            | Medalha de ouro   | 402   |
| Medalha de prata  | Almas Uteshov (KAZ)        | A     | 93.55 | 170           | 175           | 178           | Medalha de prata  | 215            | 222            | 228            | Medalha de prata  | 397   |
| Medalha de bronze | Ramazan Rasulov (RUS)      | A     | 93.72 | 171           | 176           | 176           | 4                 | 205            | 211            | 214            | 4                 | 385   |
| 4                 | Ragab Abdelhay (EGY)       | A     | 93.50 | 165           | 170           | 173           | Medalha de bronze | 206            | 211            | 216            | 5                 | 384   |
| 5                 | Vadzim Straltsou (BLR)     | A     | 92.84 | 167           | —             | —             | 7                 | 215            | 215            | 220            | Medalha de bronze | 382   |
| 6                 | Tomasz Zieliński (POL)     | A     | 93.34 | 170           | 170           | 175           | 5                 | 205            | 210            | 214            | 6                 | 380   |
| 7                 | Li Bing (CHN)              | A     | 93.41 | 165           | 170           | 170           | 10                | 210            | 216            | 216            | 7                 | 375   |
| 8                 | Eduardo Guadamud (ECU)     | B     | 93.68 | 157           | 162           | 167           | 11                | 195            | 195            | 200            | 8                 | 357   |
| 9                 | Yaroslav Chernyshov (UKR)  | B     | 92.25 | 165           | 170           | 170           | 9                 | 190            | 196            | 196            | 9                 | 355   |
| 10                | Robert Oswald (GER)        | B     | 92.28 | 155           | 159           | 160           | 12                | 190            | 190            | 197            | 10                | 350   |
| 11                | Christos Saltsidis (GRE)   | B     | 93.80 | 155           | 160           | 160           | 15                | 185            | 190            | 196            | 11                | 345   |
| 12                | Marco Gregório (BRA)       | B     | 89.62 | 150           | 155           | 157           | 14                | 182            | 182            | 182            | 12                | 337   |
| 13                | Jared Fleming (USA)        | B     | 93.54 | 152           | 157           | 157           | 13                | 175            | 175            | 175            | 14                | 332   |
| 14                | Nezir Sağır (TUR)          | B     | 88.70 | 145           | 150           | 152           | 16                | 170            | 175            | 180            | 13                | 325   |
| 15                | Antonio Belloi (ITA)       | B     | 93.87 | 135           | 135           | 140           | 17                | 170            | 175            | 180            | 15                | 310   |
| —                 | Arsen Kasabijew (POL)      | A     | 93.72 | 165           | 165           | 170           | 6                 | 210            | —              | —              | —                 | —     |
| —                 | Alireza Dehghan (IRI)      | B     | 93.51 | 161           | 166           | 169           | 8                 | 198            | 198            | 198            | —                 | —     |
| —                 | Wilmer Torres (COL)        | B     | 92.72 | 158           | 158           | 158           | —                 | 197            | 197            | 197            | —                 | —     |
| DSQ               | Aliaksandr Makaranka (BLR) | A     | 93.22 | 170           | 176           | 180           | —                 | 210            | 215            | 215            | —                 | —     |
| DSQ               | Vladimir Sedov (KAZ)       | A     | 93.37 | 175           | 180           | 184           | —                 | 211            | 211            | 216            | —                 | —     |